# گراس اوبرگ
گراس اوبرگ (به لاتین: Gross Aubrig) یک کوه در سوئیس است که در کانتون اشووتس واقع شده‌است. گراس اوبرگ ۱٬۶۹۵ متر بالاتر از سطح دریا واقع شده‌است.